# 윤미향 (배우)
윤미향(1969년 8월 2일 ~ )은 대한민국의 배우이다.

## 출연 작품

### 드라마
- 2004년~2005년 MBC 《왕꽃 선녀님》 - 도서관 사서 역
- 2007년 Q채널 《살인자는 말한다》 - 이종미 역 (7회 : 저수지 살인사건 편), 정은선 역 (10회 : 악몽의 20년 편)
- 2008년 코미디TV 《신해철의 데미지》 - 주소영 역 (54회 : 나는 계부의 아이를 임신했다 편)
- 2010년 SBS 《검사 프린세스》 - 부동산 중개업자 역
- 2011년 SBS 《신기생뎐》 - 가사도우미 역
- 2012년 KBS2 《적도의 남자》 - 미용사 역
- 2012년 SBS 《유령》 - 김우현네 가사도우미 역
- 2012년 KBS2 《세상 어디에도 없는 착한남자》 - 서은기네 가사도우미 역
- 2013년 MBC 《백년의 유산》 - 산부인과 의사 역
- 2013년 tvN 《후아유》 - 점집 손님 역
- 2013년 KBS2 《비밀》 - 철길 앞 슈퍼주인 역
- 2014년 MBC 《왔다! 장보리》 - 무속인 역
- 2014년 SBS 《너희들은 포위됐다》 - 성폭행 사건 피해자의 어머니 역
- 2014년~2015년 KBS2 《가족끼리 왜 이래》 - 두부가게 손님 역
- 2015년 MBC 《킬미힐미》 - 승진그룹 축하연 참석자 역
- 2017년 OCN 《터널》 - 화재난 양장점 주인 역
- 2021년 KBS2 《빨강구두》- 숙자네 도우미 아주머니 역
- 2023년 KBS2 《우아한 제국》- 임선자 역
- 2024년 KBS2 《수지맞은우리》- 수녀 역

### 영화
- 2005년 《미스터 주부 퀴즈왕》 - 이사 여인 역
- 2020년 《도굴》 - 중년 여자 2 역

### 연극
- 2016년 《다목리 미상번지》 - 봉만이 엄마
- 2021년 《뚜껑없는 열차》 - 순심이 엄마
- 2022년 《빈대떡 신사》 - 순애
- 2022년 《헬로마마》 - 춘심
- 2025년 《위선자》 - 장엽지